# タバコシバンムシ

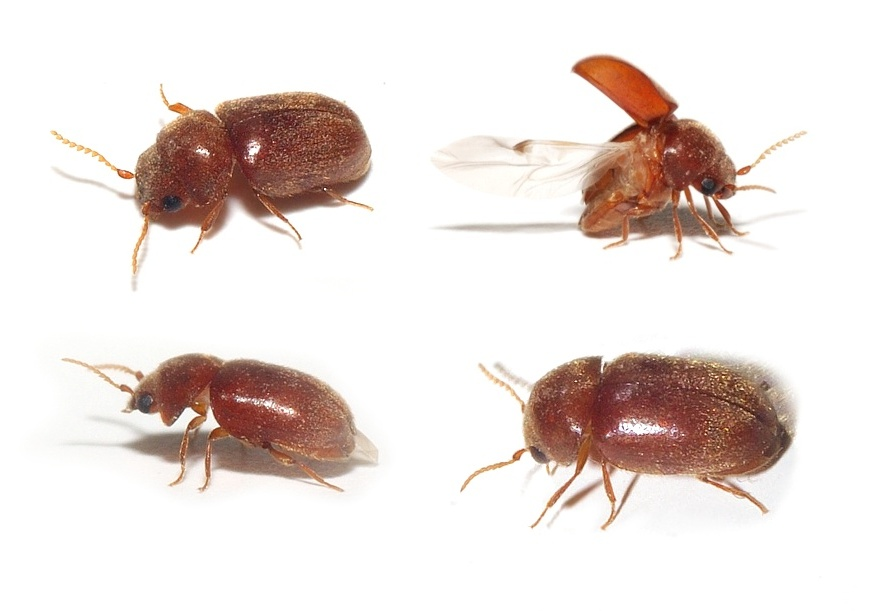
タバコシバンムシ四態

タバコシバンムシ（煙草死番虫） Lasioderma serricorne は、ジンサンシバンムシと並んで貯蔵食品害虫として知られるシバンムシの一種。世界中に広く分布し、日本国内にもほぼ全土に分布し、大多数の家庭で発生して乾燥食品などありとあらゆる乾燥動・植物質を食害する。

## 形態
成虫の体長は1.7-3.1mmでカブトムシの雌と同じような長楕円形。濃い飴色から淡いチョコレート色程度の赤褐色で、背面には黄色の微毛がびっしり生えている。頭部は休止時には前胸の下に隠れて見えないが、活動時に前方に伸ばしたときや、ひっくり返したときにみると、前胸よりふたまわり程度小さいだけで、かなり大きく、複眼も発達している。触角は11節で、ジンサンシバンムシと違い、基部の第1節以外に大きく発達する節はなく、どれもほぼ同じ大きさの鋸歯状。頭部下面の両側には休止時に触角を収める深い溝がある。
幼虫は老熟すると体長4-5mmに達するが、通常はコガネムシの幼虫のように地虫型に体を丸めているため、3mm程度の大きさにしか見えない。全身はかすかに黄色味がかった白色で、長くて繊細な毛が密に生える。頭部は黄褐色で、前端がやや赤褐色がかるほかに、前面に4つの淡褐色の斑紋を有する。
学名のうち属名は lasios（ギ：λασιος ）「毛深い」＋derma「皮膚」で毛深い体を、種小名は serra「鋸」＋ cornu「角＝触角」で、鋸歯状の触角を表したもの。

## 生活史
成虫の活動は保温性がよく暖かい部屋では周年みられるが、通常気温の上昇する5～6月に始まり、10～11月までである。羽化した成虫は、4～5日の間は繭の中に留まって性成熟を待つ。繭を食い破って脱出した成虫は一切摂食することはなく、あれば水分を摂取するのみで10～25日間生存し、その間に交尾と産卵を行う。1個体の雌は10～60個の卵を食物となる乾燥動・植物質の隙間や表面に産むが、個体によっては100個を超えることもある。
卵は6～12日で孵化して食物中に穿孔していく。通常終齢は4齢だが、環境が不良だと5齢から時には8齢に達することもある。老熟して蛹になるまで23℃で40～45日、25～28℃で30～40日ほどかかり、卵から成虫までの有効積算温度は432日度という数値が得られている。温度の低下や食物条件の悪化がみられると蛹化が抑制されて耐久性のある幼虫の状態で耐えるので、越冬態は幼虫である。
老熟幼虫は食物の齧りかす（フラス）や糞を肛門から出る分泌物でつづって繭を作り、その中で蛹化し、1週間足らずで羽化する。

## 被害
ジンサンシバンムシと同様ほとんどすべての動・植物質を食害するが、ジンサンシバンムシがケブカシバンムシと同様に木材を、またフルホンシバンムシと同様に書籍も加害することがあるのに対して、タバコシバンムシはこれらを食害することは知られていない。ただし、ジンサンシバンムシが食害しない畳の藁床を食害し、乾燥食品を密閉してそこからの発生を遮断しても、発生を阻止するのは困難である。
和名や英名は貯蔵葉煙草を食害して大害を及ぼすことによる。葉巻きたばこの製造課程で卵が巻き込まれる場合があり、製造後に湿度を保って保管した葉巻きたばこから発生する場合がある。
ただし、煙草よりも加工穀類を好み、小麦粉、白玉粉、上新粉のような穀粉そのものや、素麺、パスタといった乾麺、乾パンなどで最もよく発育する。そのほか、カレーパウダー等の香辛料、乾果、干し椎茸、鰹節、海苔といった乾燥食品のほか、ココア、漢方の生薬、貯蔵種子、ドライフラワー、肥料用の油粕、植物標本、昆虫標本、ウール等の動物繊維が被害を受ける。また、代表的な文化財害虫としても知られる。
食品、生薬、標本類は密閉容器に保管することで発生を防ぐことができることが多く、発生してもその容器単位で駆除を行えばよい。しかし、密閉性が雑な容器やジッパー付きビニール袋の締め忘れは繁殖の温床となるうえ、密封されていてもビニール袋程度の包装であれば穴を開けて侵入することもあるので注意を要する。さらに、こうした対策が困難なのは畳のような大きな発生源であり、また植物園や博物館のハーバリウムに定着されても植物の押し葉標本が食害されて対策が困難となる。畳はほぼ無尽蔵の餌となる発生源であり、ここからの継続的な発生は、幼虫に体外寄生する天敵のハチであるシバンムシアリガタバチの発生を呼び、このハチによって刺される被害を引き起こすことが多い。畳に発生した場合は加熱乾燥車などによって加熱乾燥処理するのが人体への薬害の不安がなく有効であり、ハーバリウムへの定着が起きたときは、ホルマリンなどによって燻蒸することによって対処することになる。

## 飼育
防除のためなどの研究に際して実験室内で飼育・繁殖を行う際には、最も好み生育のよい餌資源である穀類を餌に用いるが、硬い粒のままでの穀類では若齢幼虫の死亡率が高くなるので、穀粉、あるいは粉砕した穀物を用いるのがよい。例えばトウモロコシ粉を乾熱滅菌したものに8%の乾燥酵母を加えてよく混ぜたものが用いられている。これを容器の底に入れて平らにならして押し固め、繭から脱出してから4日以内の成虫を放つ。飼料の上に波形に折った濾紙を重ねて置いておくことで、羽化した新世代の成虫を濾紙ごと容易に取り出すことができる。